# John Thomas Quekett
John Thomas Quekett (Langport, 11 de agosto de 1815 - 1861) fue un botánico, microscopista, e histólogo inglés. En 1839, fundó la Real Sociedad Microscópica. En 1843 fue nombrado conservador auxiliar del Museo de Hunter, y en 1856 conservador de museo y profesor de histología al jubilarse de profesor Richard Owen.

## Biografía
Era aborigen de Langport, hijo de William Quekett y de Mary Barlett, hija de John Bartlett. Su hermano Edwin John Quekett (1808-1847) cuya contribución a los mismos campos de la investigación tuvieron una menor notoriedad. Su hermano mayor William Quekett, fue rector y autor.
Quekett estudió medicina en el Hospital de Londres en 1831. Se convirtió en un licenciado del Venerable Colegio de Boticarios de Londres y miembro del Real Colegio de Cirujanos de Inglaterra.

## Algunas publicaciones
- A study of relic Wisconsin prairies by the species-presence method] con H. C. Greene. Ecology 30 (1): 83–92. 1949.[1]
- The interrelations of certain analytic and synthetic phytosociological characters con Robert P. McIntosh. Ecology 31 (3): 434–455. 1950.[2]
- An upland forest continuum in the prairie-forest border region of Wisconsin con Robert P. McIntosh. Ecology 32 (3): 476–496. 1951.[3]
- An ordination of the upland forest communities of Southern Wisconsin con J. Roger Bray). Ecological Monographs 27 (4): 325–349. 1957.[4]
- The Vegetation of Wisconsin: An Ordination of Plant Communities. University of Wisconsin Press, Madison. 1959.

## Reconocimientos
- 1836: electo miembro de la Sociedad Linneana de Londres

## Epónimos
Su nombre fue commemorado por John Lindley en el género brasileño de orquídea: Quekettia, que contiene numerosos cristales microscópicos.
- (Orchidaceae) Quekettia Lindl.[5]